# Lindsey Jacobellis
Lindsey Jacobellis (Danbury, 19 de agosto de 1985) é uma snowboarder norte-americana. Jacobellis foi medalhista de prata do snowboard cross nos Jogos Olímpicos de Inverno de 2006 em Turim.
Em Pequim 2022, conquistou duas medalhas de ouro no snowboard cross: uma delas nas equipes mistas (ao lado de Nick Baumgartner) e a outra na disputa individual.